# Brezovica pri Ljubljani
Brezovica pri Ljubljani je naselje jugozahodno od Ljubljane, središče Občine Brezovica.
Brezovica pri Ljubljani je satelitsko naselje Ljubljane z okoli 3.200 prebivalci (2020), ki leži 5 km jugozahodno od Ljubljane ob glavni cesti proti Kopru. Je središče Občine Brezovica, ki se razteza vse do Rakitne na jugu. Večina prebivalstva se šola in dela v Ljubljani. Zaradi močnega priseljevanja zlasti iz Ljubljane število prebivalstva hitro narašča (zdaj preko 3.200). S prestolnico je mesto povezano z mestno avtobusno linijo LPP št. 6B.
Osnovna šola je delovala že od leta 1854, 1957 pa se je iz manjše šole, ki še danes stoji poleg cerkve, preselila na Šolsko ulico. V letih 1962 in 1997 je šola pridobila še dve nadgradnji. Z večjo dogradnjo leta 2010 je bila šola spremenjena v prvo energetsko varčno osnovno šolo v Sloveniji. Poleg šole je postavljen tudi športni presostatični balon, v katerem domuje ljubljanski Odbojkarski klub Duol Olimpija, plezalna stena (poznana tudi kot "brezovška stena"), ter vrtec za predšolske otroke. V Notranjih Goricah stoji tudi podružnica Osnovne Šole Brezovica.
V naselju stojita dve trgovini (Mercator ter Eurospin), prostovoljni gasilski dom, trije avtoservisi, mnogo gostiln in barov. Brezovica ima tudi pošto, dva bencinska servisa ter nekaj rekreacijskih površin. V zadnjih letih se aktivno gradi kanalizacijsko omrežje, saj je zaradi velikega izpusta metana iz greznic bilo močno prizadeto ozračje kraja.  
Na Brezovici je baročna cerkev sv. Antona Puščavnika. Najstarejši zapisi o cerkvi segajo v leto 1526. O času in obliki prve pozidave ni nobenega znanega dokumenta. Cerkev je poslikal slovenski slikar Ivan Šubic.
Skozi naselje tečeta Tržaška in Podpeška cesta. Prva prihaja iz Ljubljane na vzhodu in se proti zahodu nadaljuje v smer Vrhnike, druga pa se začne kot odcep Tržaške in pelje proti jugu v Notranje Gorice. Čez naselje pelje tudi primorska avtocesta A1, ki ima v kraju tudi izvoz Brezovica. Poleg cestnih povezav ima naselje tudi železnico ter manjšo potniško železniško postajo.
Vsak teden v petek, med 14. in 18. uro, na parkirišču pred občinsko zgradbo poteka tržnica, kjer lokalni kmetje in pridelovalci prodajajo pridelke.
Od leta 2016 je v gradnji optično omrežja za hiter internet. Leta 2018 se je odprl lokal z hitro prehrano Gricko.
Leta 2010 se je pričela gradnja in obnova podpeške ceste. Leta 2019 pa so na mostu, ki pelje čez avtocesto, naredili pločnik za lažje prečkanje mostu.